# 峰幸代
峰幸代（1988年1月26日—）是一名日本女子垒球运动员。她在2008年北京夏季奥林匹克运动会及2020年東京夏季奧林匹克運動會中，参加了女子垒球比赛并为日本队获得女子团体金牌。